# Coregonicola baicalensis
Coregonicola baicalensis is een eenoogkreeftjessoort uit de familie van de Lernaeopodidae. De wetenschappelijke naam van de soort is voor het eerst geldig gepubliceerd in 1951 door Koryakov.